# Museo di civiltà preclassiche della Murgia meridionale
Il Museo di Civiltà Preclassiche della Murgia meridionale è un museo archeologico con sede a Ostuni. Inizialmente nato con le scoperte archeologiche avvenute solo nell'agro di Ostuni, con il passare del tempo ha ospitato reperti provenienti da quasi tutta l'area delle Murge meridionale. Tra i più interessanti reperti archeologici che si possono ammirare vi è la Donna di Ostuni, gestante con feto risalente a circa 27.000 anni fa.

## Collocazione
Il Museo venne aperto al pubblico il 14 maggio 1989 nell'ex monastero carmelitano di Santa Maria Maddalena dei Pazzi, con l'annessa chiesa di San Vito Martire.
Nel 2005 si è inaugurata una mostra sulle iscrizioni messapiche e greche del santuario di Agnano, attualmente in esposizione.

## Reperti
Il museo raccoglie essenzialmente reperti risalenti ai periodi preistorico e messapico.
Tra i reperti più interessanti, provenienti dagli ultimi scavi o scoperti casualmente, vi sono ceramiche e oggetti di ornamento, selci, utensili di pietra, a partire dal Paleolitico fino all'età dei metalli.
Un altro reperto molto interessante scoperto nel territorio ostunese è lo scheletro di Ostuni 1, una donna morta di parto. Dalle analisi, si è scoperto che la sua età si aggirava attorno ai 20 anni, e aveva al suo interno i resti di un feto ad uno stadio di sviluppo avanzato.
Il corredo funebre comprende oltre a bracciali di conchiglie forate ai polsi (quello destro composto da sei Cyclope neritea, sei Hinia mutabilis,  una Cyprea lurida, una Trivia ed un canino di cervo forato), un copricapo costituito da circa seicento conchiglie di Cyclope neritea impastate di ocra rossa, strumenti litici e resti di fauna.
Ad epoca messapica risalgono reperti costituiti da corredi funerari di tombe con brocche e vasi vari, tra cui una trozzella a decorazione geometrica, monete, terrecotte votive (scoperte anche nei territori dei comuni limitrofi).
Inoltre, sono presentate le ricerche topografiche condotte in numerosi siti neolitici della costa adriatica che hanno restituito testimonianze significative. A Fontanelle, in particolare, oltre a numerosi resti di cereali contenuti in grumi di intonaco di capanna, sono state rinvenute ceramiche impresse arcaiche ed un'industria litica laminare di ridotte dimensioni, con perforatori e geometrici.
Tra le grotte frequentate nel IV-III millennio particolare importanza riveste quella di San Biagio, dove sono stati rinvenuti una gran quantità di reperti ceramici dipinti in bruno nello stile di Serra d'Alto.